# 水仙 (小説)
「水仙」（すいせん）は、太宰治の短編小説。

## 概要
| 初出     | 『改造』1942年5月号                                                                                      |
| 単行本   | 『日本小説代表作全集 9 （昭和十七年前期）』（小山書店、1943年1月20日） 『佳日』（肇書房、1944年8月20日） |
| 執筆時期 | 1942年3月下旬 - 4月上旬（推定）                                                                          |
| 原稿用紙 | 31枚 |

洋画家・林倭衛の夫人だった秋田富子が太宰に送った手紙をヒントに本作品は書かれている。
戦後の担当編集者の一人であった野原一夫は、本作品と「メリイクリスマス」は秋田富子への「清潔な愛情が生んだ作品である」と述べている。
「『忠直卿行状記』という小説を読んだのは、僕が十三か、四のときの事で、それっきり再読の機会を得なかったが、あの一篇の筋書だけは、二十年後のいまもなお、忘れずに記憶している」という文章で『水仙』は始まるが、これは菊池寛の『忠直卿行状記』と推定される。

## あらすじ
「僕」の生家と草田の生家とは先々代あたりからお互いに親しく交際している。今の当主である草田惣兵衛は東京帝国大学の経済科を卒業後、フランスに渡り、帰国するとすぐに遠い親戚筋の家のひとり娘の静子と結婚した。パリイをもじって玻璃子（はりこ）と名づけた子供がいる。惣兵衛は銀行に勤めている。
4年前の師走、静子から突然招待の手紙が来る。そこには「来年のお正月には、ぜひとも遊びにおいで下さい。主人も、たのしみにして待っております。主人も私も、あなたの小説の読者です」と書かれてあった。
「僕」は正月一日に草田の家を訪ねるが、出された蜆汁の身を食べていたところ、静子から「そんなものを食べてなんともないのか?」と無心に問われたことに対し何も言えず、うなだれて涙が沸いて出た。それっきり草田の家には行かなくなってしまった。
そして昨年の9月、草田惣兵衛が家に現れる。惣兵衛は「静子が来ていませんか」と言った。数年前に静子の実家が破産して、それを非常な恥辱と考えた静子は、以来人が変わってしまったという。惣兵衛は静子を慰める一手段として洋画を習わせた。近所の60歳近い下手くそな画伯のアトリエに通わせた。さあ、それから褒めた。惣兵衛をはじめ、老画伯とアトリエに通っている若い研究者たち、草田の家に出入りしている者らが、寄ってたかって夫人の絵を褒めちぎった。あげくの果ては夫人の逆上ということになり、「あたしは天才だ」と口走って家出したのだという。
11月のはじめ、庭の山茶花が咲き始めた頃、静子から手紙がくる。
「耳が聞えなくなりました。悪いお酒をたくさん飲んで、中耳炎を起したのです。お医者に見せましたけれども、もう手遅れだそうです」
たいへん長い手紙であった。手紙には、アパートの番地も認められていた。「僕」は静子の住む家へ出かけた。